# Устинов, Николай Александрович
Никола́й Алекса́ндрович Усти́нов (10 июля 1937, Рязань, Московская область — 6 августа 2023) — советский и российский художник, иллюстратор, народный художник РФ (2000).

## Биография
Николай Александрович Устинов родился в Рязани 10 июля 1937 года. В 1946 году переехал в Москву.

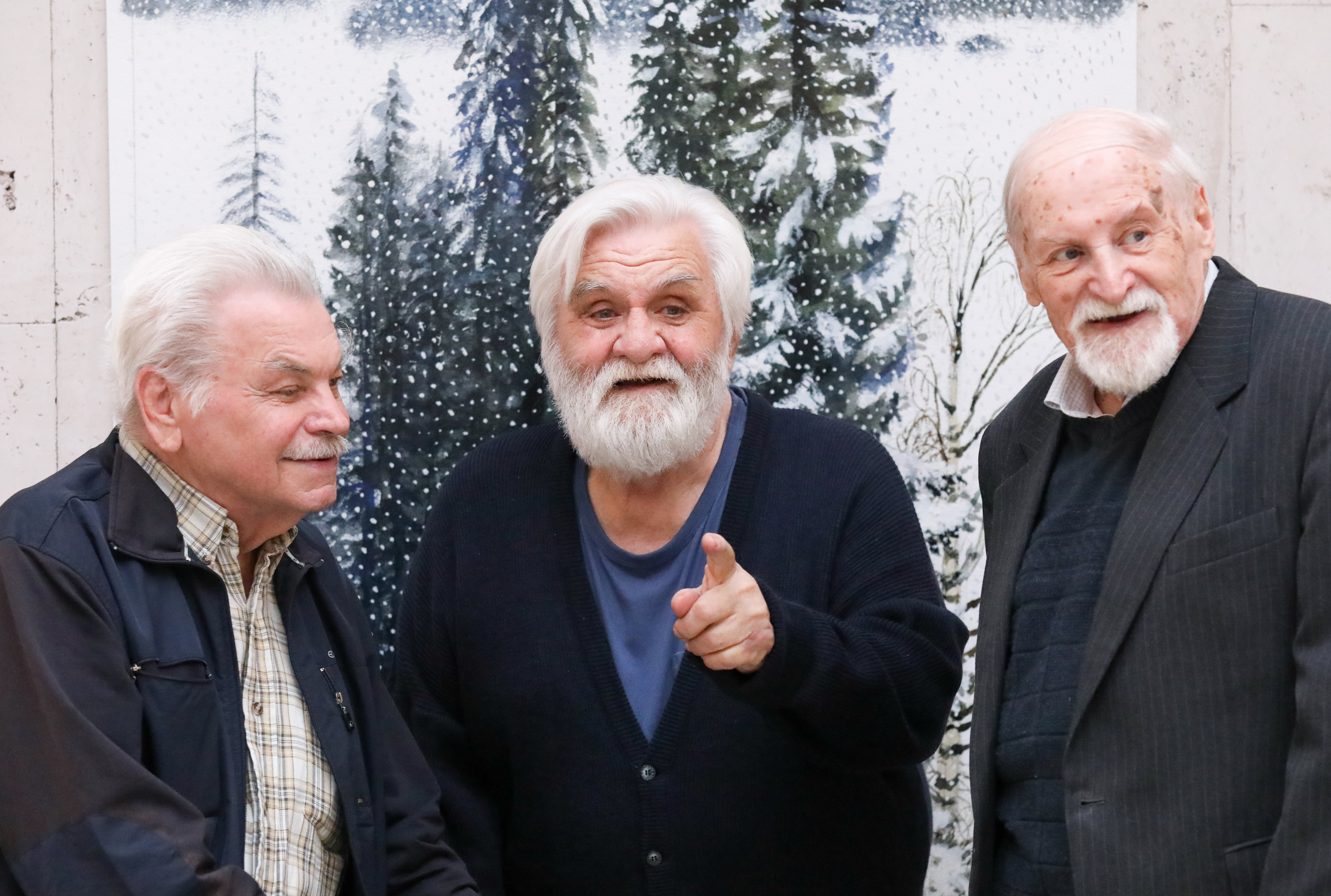
Художники Анатолий Елисеев, Николай Устинов и Анатолий Иткин в Российской государственной детской библиотеке.

В 1948 году окончил четыре класса общеобразовательной школы и поступил в первый класс Московской средней художественной школы (МСХШ; ныне Московский академический художественный лицей Российской академии художеств — МАХЛ РАХ). В 1955—1961 годах учился в Московском государственном академическом художественном институте имени В. И. Сурикова, факультет графики, педагоги Б. А. Дехтерёв, Ю. П. Рейнер, М. М. Черемных; гравюрой занимался под руководством М. В. Маторина. Дипломная работа: иллюстрации к пьесе В. В. Маяковского «Клоп» (гравюры на линолеуме).
Работал иллюстратором. Количество книг, им оформленных, превышает три сотни.
В 1979 году удостоен звания Заслуженный художник РСФСР. В 2000 году — народный художник РФ.
Работал с издательствами Германии, Японии, Южной Кореи.
Умер 6 августа 2023 года в возрасте 86 лет.

### Личная жизнь
С 1959 года был женат на Юлии Петровне Устиновой (в девичестве Кубовская), скульптор.
Дочь Юлия (род. 1961), скульптор.

## Публикации
- Устинов, Н. А. Устинов: о природе, о людях, о себе : лирический монолог / текст и иллюстрации Николая Устинова — Москва : ИЦ «Москвоведение», 2018. — 74 с., [50] л. цв. ил.

## Иллюстрированные им книги
- Аким, Я. Л. Лисенок : сказка / Я. Л. Аким ; художник Н. Устинов. — Москва : Детская литература, 1967. — 16 с. : ил.
- Андерсен, Х. К. Сказки / Ганс Христиан Андерсен ; перевод с датского А. В. Ганзен ; иллюстрации Н. Устинова. — Москва : Нигма, 2019. — 277, 3 с. : цв. ил.
- Астафьев, В. В тайге, у Енисея / Виктор Астафьев ; художник Н. Устинов. — Москва : Стрекоза, 2018. — 96 с. : цв. ил. — (Книга в подарок).
- Барто, А. Л. Копейкин : колючие стихи / А. Л. Барто ; рис. Н. Устинова. — Москва : Детгиз, 1963. — 24 с. : ил.
- Баруздин, С. Как куры научились плавать : маленькие рассказы / Сергей Баруздин ; рисунки Н. Устинова Электронный ресурс. — Москва : Детгиз, 1962 (Москва : РГДБ, 2013). — 32 с. : цв. ил. ; 26 см. — Режим доступа: В здании РГДБ
- Баумволь, Р. Под одной крышей / Р. Баумволь ; рис. Н. Устинова Электронный ресурс. — Москва : Детская литература, 1966. — 95 с. : цв. ил. Оригинал хранится в РГДБ. — Режим доступа: В здании РГДБ
- Белов, В. И. Рассказы о всякой живности / Василий Белов ; рисунки Н. Устинова ; предисл. Е. Носова. — Москва : Детская литература, 1976. — 158,1 с. : ил.
- Берестов, В. Весёлое лето / Валентин Берестов ; рис. Н. Устинова Электронный ресурс. — Москва : ДЕТГИЗ, 1963 (Москва : РГДБ, 2012). — 16 с. : ил. ; 21 см. — (Мои первые книжки). — Режим доступа: В здании РГДБ
- Викторов, В. И. В пионерской республике : стихи / В. И. Викторов ; художник Н. Устинов. — Москва : Детгиз, 1961. — 40 с. : ил.
- Востоков, С. Коровья удочка / рассказы Станислава Востокова ; рисунки Николая Устинова. — Санкт-Петербург ; Москва : Речь, 2018. — 88 с. : цв. ил. — (Образ Речи).
- Граубин, Г. Ленительный падеж : стихи / Георгий Граубин ; рисунки Н. Устинова Электронный ресурс. — Москва : Детгиз, 1963 (Москва : РГДБ, 2013). — 63 с. : ил. — Оригинал хранится в РГДБ. — Режим доступа: В здании РГДБ
- Гримм, В. Храбрый портняжка : сказки / братья Гримм ; перевод с нем. Г. Петникова ; художник Н. Устинов. — Москва : Росмэн, 2013. — 43, 4 с. : цв. ил.
- Дмитриев, Ю. Если посмотреть вокруг : обычные встречи, необычные разговоры со многими дополнениями, предисловием и послесловием / Юрий Дмитриев ; рисунки Н. Устинова Электронный ресурс. — Москва - Детская литература, 1968 (Москва : РГДБ, 2013). — 112 с. : ил. ; 21 см. — Режим доступа: В здании РГДБ
- Житков, Б. Рассказы о животных : проза для детей / Борис Житков ; рисунки Николая Устинова. — Москва : Мелик-Пашаев, 2014. — 80 с. : ил.
- Журавлева, З. Е. Путька : повесть / Зоя Журавлева ; рисунки Н. Устинова.— Москва : Детская литература, 1971. — 117 с. : ил.
- Казаков, Ю. Арктур — гончий пес : рассказы / Юрий Казаков ; художник Н. Устинов. — Москва : Астрель, 2012. — 84, 3 с. : цв. ил.
- Коваль, Ю. Картофельная собака / Юрий Коваль ; иллюстрации Николая Устинова. — Санкт-Петербург : Амфора, 2010. — 92, 3 с. : ил. — (Ребятам о зверятах).
- Коваль, Ю. Полынные сказки: повесть о давних временах / Юрий Коваль ; рис. Н. Устинова. — Санкт-Петербург ; Москва : Речь, 2019. — 127 с. : цв. ил. — (Образ Речи).
- Коржиков, В. Т. Я еду к океану / В. Т. Коржиков ; худож. Н. Устинов. — Москва : Детская литература, 1970. — 59 с.
- Коровин, К. А. О животных и людях : записки художника / Константин Коровин ; рисунки Н. Устинова. — Москва : Московские учебники, 2010. — 101, 3 с. : цв. ил.
- Листопад : стихи русских поэтов / художник Н. Устинов. — Москва : Москвоведение, 2014. — 142 с. : цв. ил.
- Медведь-дровосек : карельские народные сказки ; рисунки Н. Устинова. — Москва : Малыш, 1968. — 24 с. : цв. ил. — (Сказки дружной семьи).
- Паустовский, К. Г. Заячьи лапы : рассказ / К. Г. Паустовский ; худож. Н. Устинов. — Москва : Малыш, 1979. — 16 с. : цв. ил.
- Пришвин, М. М. Лисичкин хлеб : рассказы / М. М. Пришвин ; художник Н. Устинов. — Москва : Детская литература, 1987. — 17 с. : ил.
- Пришвин, М. М. Ребята и утята / Михаил Пришвин ; ил. Н. Устинова. — Санкт-Петербург : Амфора, 2011. — 44, 3 с. : цв. ил. — (Библиотека младшего школьника).
- Распе, Р. Э. Приключения барона Мюнхаузена / Э. Р. Распэ ; пересказ К. Чуковского ; худож. Н. Устинов. — Москва : Эгмонт Россия Лтд., 2005. — 111 с. : ил.
- Родное слово : детям 5–8 лет для самостоятельного чтения / К. Д. Ушинский, Ф. И. Тютчев, А. А. Фет, А. Н. Майков, И. А. Бунин и др. ; худож. Н. А. Устинов. — Москва : Белый город, 2006. — 123, 4 с. : цв. ил. — (Моя первая книга).
- Романовский, С. Т. Синяя молния : повесть / С. Т. Романовский ; художник Н. Устинов. — Москва : Детская литература, 1980. — 143 с. : ил.
- Ружанский, Е. Г. Авось и какнибудь : сказка / Е. Ружанский ; худож. Н. Устинов. — Москва : Детгиз, 1961. — 18 с. : ил.
- Сахарнов, С. Безногие головоногие / С. Сахарнов ; рис. Н. Устинова Текст : Электронный ресурс. — Москва : Детская литература, 1968 (Москва : РГДБ, 2013). — 32 с. : ил. ; 21 см. — Режим доступа: В здании РГДБ
- Сахарнов, С. Кто живет в тёплом море / Святослав Сахарнов ; рис. Николая Устинова. — Москва : Мелик-Пашаев, 2012. — 36 с. : цв. ил.
- Сказки в рисунках Н. Устинова : сказки, басни, притчи / А. С. Пушкин, Братья Гримм, Шарль Перро, Л. Н. Толстой, И. А. Крылов ; послесловие В. Чижикова. — Москва : АСТ, 2017. — 192 с. : цв. ил. — (100 лучших художников — детям) (Малыш).
- Снегирев, Г. Я. Лесник Тилан / Г. Снегирев ; рис. Н. Устинова. — Москва : детская литература, 1969. — 12 с. : цв. ил.
- Снегирев, Г. Я. Черничное варенье / Г. Снегирев ; рис. Н. Устинова. — Москва : Детская литература, 1968. — 16 с. : цв. ил.
- Соколов-Микитов, И. С. Карачаровский домик : рассказы / И. С. Соколов-Микитов ; художник Н. Устинов. — Москва : Детская литература, 1984. — 24 с. : ил.
- Соколов-Микитов, И. Ласточки и стрижи : рассказы / И. С. Соколов-Микитов ; рисунки Н. Устинова Текст : Электронный ресурс. — Электрон. ресурс. — Москва : Детская литература, 1969 (Москва : РГДБ, 2013). — 16 с. : цв. ил. ; 28 см. — Оригинал хранится в РГДБ. — Режим доступа: В здании РГДБ
- Толстой, Л. Н. Холстомер ; Избранное / Лев Толстой. — Москва : Белый город, 2019. — 576 с. : ил. — (Русская культура).
- Три медведя : русская народная сказка в пересказе Л. Н. Толстого / художник Николай Устинов. — Москва : Нигма, 2016. — 19, 4 с. : цв. ил. — (Старые друзья).
- Тургенев, И. С. Записки охотника. Бежин луг / И. С. Тургенев ; худож. Н. Устинов. — Москва : Белый город, 2001. — 47 с. : ил. — (Классика-детям).
- Фиалков, Ю. Я. Девятый знак / Ю. Я. Фиалков ; худож. Н. Устинов. — Москва : Детгиз, 1963. — 174 с. : ил.

## Выставки
- 1961 год — выставка дипломных работ в Российской Академии художеств.
- 1965 год — выставка к 40-летию журнала «Мурзилка». Выставочный зал на ул.Горького.
- 1973 год — выставка на Международной биеннале иллюстрации в Братиславе.
- 1974 год — выставка к 50-летию журнала «Мурзилка». Москва-Ленинград.
- 1972 год — выставка к международному совещанию по детской книге. Выставочный зал на Гоголевском бульваре.
- 1977 год — выставка Ю. Копейко, Г. Макавеева, Ю. Молоканова и Н. Устинова. Выставочный зал Союза Писателей.
- 1979 год — книжная выставка в Сокольниках.
- 1980 год — Всесоюзная книжная выставка в ЦДХ, Крымский вал.
- 1980 год — выставка Советской детской книги в г. Дакаре, Сенегал.
- 1987 год — персональная выставка в г. Штутгарт, ФРГ.
- 1997 год — персональная выставка в Российской государственной детской библиотеке (совместно с Юлией Устиновой).
- 2000 год — персональная выставка в «Нашем наследии».
- 2002 год — выставка анималистов Москвы и Санкт-Петербурга. Манеж,Санкт-Петербург.
- 2002 год — персональная выставка к 65-летию народного художника РФ Николая Устинова. РГДБ, Москва.
- 2007 год — персональная выставка к 70-летию народного художника РФ Николая Устинова. РГДБ, Москва.
- 2010 год — персональная выставка «Андерсен» в Российском государственном гуманитарном университете (РГГУ), Москва.
- 2012 год — персональная выставка к 75-летию народного художника РФ Николая Устинова. РГДБ, Москва.
- 2018 год — персональная выставка «Никола Летний» в РГДБ к 80-летию народного художника РФ Николая Устинова
- 2021 год — выставка Разноцветное море Николая Устинова в Дарвиновском Музее
- 2022 год — персональная выставка «Времена Года» в РГДБ к 85-летию народного художника РФ Николая Устинова

## Награды, премии, достижения
- В разные годы Устинов принимал участие во всех без исключения московских, республиканских и всесоюзных выставках художников-графиков. Награждён дипломами I и II степени многих всесоюзных и российских конкурсов книги.
- В 1979 году Николай Устинов удостоен звания Заслуженный художник РСФСР.
- В 1996 году за многолетнюю работу в детской книге Устинов был награждён Золотой медалью Российской Академии художеств.
- В 2000 году Николаю Устинову присвоено звание народного художника Российской Федерации.
- В 2007 году Устинов стал лауреатом IV Всероссийского конкурса произведений для детей и юношества «Алые паруса» в номинации «Иллюстрированная книга» за сборник стихов русских поэтов о природе «Листопад» («Московские учебники», 2007).
- В 2012 году на V Всероссийском конкурсе книжной иллюстрации «Образ книги» Николаю Устинову вручили Специальный диплом «За особый вклад в искусство книжной иллюстрации, верность эстетическим принципам».
- В 2016 году имя Николая Устинова внесено в Почётный список Международного совета по детской книге (IBBY Honour List) за иллюстрации к сборнику «Листопад» («Москвоведение», 2014).

### О жизни и творчестве
- Богатырёва, Н. Рыцари детской книги / Н. Богатырёва // Читаем вместе. — 2008. — №8–9. — С. 42.
- Богатырёва, Н. Лучше книг могут быть только книги : о российских писателях и художниках, включённых в Почетный Список IBBY — 2016, в том числе Н. А. Устинове / Н. Богатырёва // Читаем вместе. — 2016. — № 10. — С. 2.
- Герасимова, Н. Хозяин зелёного слона : художнику Н. А. Устинову — 75 лет / Н. Герасимова // Дошкольное воспитание. — 2012. — № 7. — С. 59–64.
- Линкова, И. Юрий Коваль. Полынные сказки : о книге Юрия Коваля «Полынные сказки» с иллюстрациями Николая Устинова Электронный ресурс — Режим доступа: Открытый доступ — (Дата обращения: 19.06.2019).
- Малая, С. Николай Устинов: о природе, о людях, о себе Электронный ресурс — Режим доступа: Открытый доступ — (Дата обращения: 19.06.2019).
- Орлова, Е. О. Детская книга: включение школьника в диалог писателя и художника / Е. О. Орлова // Начальная школа. — 2019. — № 2. — С. 45–50. — (Современное языковое и литературное образование).
- Погудина, Т. Художник-иллюстратор детской книги Николай Устинов / Т. Погудина // Детская роман-газета. — 2012. — № 12. — С. 17–20.
- Почётный диплом IBBY : наши соотечественники в Почётном списке — 2016 Международного совета по детской и юношеской книге // Библиотека в школе : журн. изд. дома «Первое сентября». — 2016. — № 11–12. — С. 32. — Ил. — Фот. — (Остров сокровищ) (Вахтенный журнал).
- Устинов Николай Александрович Электронный ресурс — Режим доступа: Открытый доступ — (Дата обращения: 19.06.2019).
- Устинов, Н. А. Хозяин зелёного слона : художнику Н. А. Устинову — 75 лет / Н. А. Устинов ; беседу вела Н. Герасимова // Дошкольное воспитание. — 2012. — № 7. — С. 59–64. — Портр. — Ил. — (Чтение художественной литературы).
- Чижиков, В. А. Удивительный художник и человек : Н. А. Устинову — 80 лет / Виктор Александрович Чижиков ; материалы подготовлены Н. Герасимовой // Дошкольное воспитание. — 2017. — № 7. — С. 42–45. — Ил. — Фот. — (Речевое развитие).
- Шеваров, Д. Рассказать, что солнце встало! : об открытии в Российской государственной детской библиотеке юбилейной выставки одного из самых блистательных иллюстраторов русской поэзии Николая Устинова / Д. Шеваров // Российская газета. — 2012. — 1 нояб. — С. 30. — Портр.
- Шульгин, А. Сказочные будни Николая Устинова : письмо другу / А. Шульгин // Юный художник. — 2015. — № 7. — С. 34–35.— Ил.
- Юбилей художника. «Воздух и свет». Интервью с Николаем Устиновым Электронный ресурс — Режим доступа: Открытый доступ — (Дата обращения: 19.06.2019).